# Bryst
Brysterne er to fremhvælvinger på en kvindes overkrop, som indeholder mælkekirtlerne, og som børn kan die modermælk fra. Menneskets bryster er unikke blandt hunpattedyr, fordi de er synlige gennem hele kvindens liv. Det hænger sammen med, at kvindens bryster har udviklet sig til et sekundært kønskarakteristikum.
Bryst (latin og anatomisk thorax) betegner også kropsafsnittet mellem hals og mave hos mennesker og dyr. Bryster bruges normalt kun om kvindebryster. Pattedyr har yver eller patter.

## Anatomi
Brystet (latin og anatomisk mamma, flertal og genitiv mammae) består af mælkekirtler, fedtvæv og bindevæv. Hvert bryst indeholder omkring 15-20 mælkekirtler med hver sin mælkegang (ductus lactifer, pl. ductuli lactiferi). Mælkegangene munder ud i sinus lactifer, et lille reservoir, umiddelbart inden hele gangsystemet udmunder i brystvorten (papilla mammae), som er midt på brystet. Brystvorten svarer til patten hos andre pattedyr. Omkring brystvorten ligger et pigmenteret (mørkt) område, areola (areola mammae).
(På tegningen ses ikke, at brystet er opdelt i såkaldte lobuli (afgrænsede afsnit, lapper) af stærke bindevævsblade (ligamenta suspensoria mammaria, Cooperske ligamenter), der alle er fæstnet til bundfascien. Bundfascien er endnu et bindevævsblad, der ligger over med pectoralis major vinkelret på de Cooperske ligamenter).
Brysternes størrelse og form varierer fra kvinde til kvinde og påvirkes af mange faktorer.
Arvelighed er en vigtig faktor, men også kvindens ernæringsstatus (kropsvægt), alder, hormonbalance (pubertet, graviditet(er) og menopause) spiller ind. Brystomfanget (målt rundt om kroppen ved brystvorterne) er i vestlige lande øget med 10 centimeter i det sidste 100 år. Denne forøgelse skyldes ikke genetiske ændringer, men ændrede madvaner og mindre motion.
I dag er brystomfanget hos en gennemsnitlig kvinde 91 centimeter, men det individuelle mål varierer stærkt.
Udtrykt i bh-størrelser ligger gennemsnitsbrystet i Europa et sted nærmere B (44 %) end C (28 %) – mens 15 % har A, 10 % D og 3 % større.
Tal offentliggjort i 2005 viste, at den mest solgte bh-størrelse i USA er gået fra 75B til 80C på bare 15 år. Men undersøgelsen er ikke repræsentativ, for det første, fordi kvinder med små bryster er underrepræsenteret blandt bh-kunderne. For det andet har kunstige brystforstørrelser bidraget til forøgelsen. En undersøgelse i 2007 af europæiske kvinder udført af lingerifirmaet Triumph viste, at ud af de undersøgte europæiske lande havde danske kvinder gennemsnitligt de næststørste bryster. Halvdelen (50 %) af de undersøgte kvinder brugte D-skål (19 % brugte C, 24 % B og 7 % A).
Det findes også forskelle mellem kulturer, som skyldes både arv og miljø. Men de er meget mindre end forskellen mellem kvinder i en given kulturkreds.
Det er naturligt, at brysterne ikke er symmetriske. Ofte er det ene bryst lidt større end det andet.

## Brysternes udvikling
Som andre sekundære kønskarakteristika er brysterne ikke til stede hos børn, og det er ikke umiddelbart muligt at skelne en drengs brystkasse fra en piges. En piges bryster begynder almindeligvis at vokse i 8-14-årsalderen, og de når deres endelige størrelse omkring slutningen af puberteten (17-19 år). Det ene bryst kan starte med at vokse helt op til seks måneder før det andet.
Både størrelsen og formen af brysterne vil variere i løbet af livet: under graviditet vil brysterne vokse og blive større, mens barnet ammes. Alder, graviditet, overvægt og rygning vil mindske spændstigheden i brysternes bindevæv, hvorved de vil komme til at hænge. Amning alene er statistisk ikke en faktor i brysternes spændstighed. Også jogging uden passende bh kan skade brysternes bindevæv og forårsage hængebryster.
I mindre grad vil brysternes størrelse variere som resultat af andre, særligt hormonelle og ernæringsmæssige forhold. De kan ændre størrelse med menstruationscyklusen eller som følge af brug af p-piller. Størrelsen påvirkes også af ændringer i den generelle kropsstørrelse og vægt.

## Funktion

### Amning
Brysternes og brystkirtlernes primære funktion er produktion og transport af brystmælk til babyer. Brysterne begynder mod slutningen af graviditetsperioden at hæve som følge af mælkeproduktion, så barnet kan die lige efter fødslen. Mælkeproduktionen foregår i brystkirtler i brystet. Når barnet suger på brystvorten, begynder modermælken automatisk at flyde. Mælken kan også masseres eller malkes ud af brysterne og kan begynde at flyde af sig selv, når et barn skriger.
Mængden af mælk er individuel og varierer i stor grad fra kvinde til kvinde. Der er ingen sammenhæng mellem størrelsen, formen eller symmetrien på brysterne og mængden af mælk, de producerer, da brysternes størrelse er betinget af fedtvæv og ikke mælkeproducerende kirtelvæv. Kvinder med små bryster kan dog have mindre plads til at opbevare mælk, hvorfor de må amme oftere og i mindre portioner. I det hele taget har kvinder ikke meget lagerkapacitet i brysterne, modsat eksempelvis køer.
Mælkekirtlerne er kun aktive, når der er behov for dem og vil sædvanligvis tilpasse sig barnets behov. Jo mere barnet drikker, des mere vil brysterne producere. Når barnet stopper med at drikke, vil mælkeproduktionen automatisk stoppe og sædvanligvis ikke begynde før næste graviditet. Rygning kan påvirke mælkeproduktionen så brysterne producerer mindre mælk i kortere tid.
Det første halve års tid behøver barnet ikke anden næring end modermælken. Den indeholder unikke antistoffer, som barnet ikke kan få fra andre kilder, og som styrker immunforsvaret og beskytter barnet mod en bred vifte af sygdomme. Undersøgelser har vist, at børn, der udelukkende får modersmælk de først 4-6 måneder, får en højere beskyttelse mod allergi resten af livet.
Mælkeproduktion kan også gå i gang uden graviditet. En sådan spontan produktion kaldes galactorrhea og kan være en indikation på sygdom eller en bivirkning ved visse medikamenter eller resultat af fysisk stress.

### Seksuel rolle
Brysterne spiller også en central rolle i menneskets seksualitet. De er blandt de mest synlige sekundære kønskarakteristika og er af betydning for den seksuelle tiltrækning mellem partnere. Brysterne kan også spille en vigtig rolle i selve sexhandlingen som en erogen zone, der responderer på seksuel opstemthed og berøring. Brystet og især området omkring brystvorten er udstyret med mange sanseceller, som kan reagere på stimulering ved at udvide brystet med øget blodtilstrømning og få brystvorten og areola til at blive hård og stikke ud.

### Andre mulige funktioner
- En anden teori for brysternes funktion er baseret på, at kvinden ikke viser fysiske tegn på ægløsning – tiden, hvor hun er frugtbar. Dette kan have ledt til, at menneskehannen har udviklet en evne til at reagere på andre tegn på ægløsning. Under ægløsningen vil den forøgede østrogen resultere i en lille hævelse af brystet, som mænd kan have udviklet sig til at finde attraktiv. Som svar må der være opstået et evolutionært pres, der begunstigede kvinder med et hævet bryst, som for mændene ville forekomme mere sandsynlige at have ægløsning[19]

- Nogle zoologer (navnlig Desmond Morris) mener, at brysterne er udviklet som sidestykke til bagdelen på andre primater. Grunden hertil skulle være, at hvor andre primater parrer sig i hundestillingen, så bruger de fleste mennesker den mere personlige ansigt mod ansigt, missionærstilling. Et sekundært kønskarakteristikum ville have opmuntret til dette[20][21].

- Det har også været foreslået, at bryster er udviklet for at snyde hanner til at tro, at hunnerne er gode til at amme. Som hos andre pattedyr ville bryster hos mennesker oprindeligt have været skabt udelukkede af mælkeproducerende kirtler. Bryster forstørrede af mælkekirtler ville have indikeret over for hanner at, hunnen kunne producere store mængder modermælk af høj kvalitet uafbrudt i flere år. Det ville signalere en god partner at få børn med. Hannerne ville derfor have valgt hunner med store bryster, der fysiologisk lovede, at de bedre ville være i stand til at amme deres børn. Dette ville have resulteret i, at kvinder med store bryster bedre ville have været i stand til at tiltrække flere og bedre partnere, og de derved ville få flere børn. Men mænd kunne ikke skelne store bryster dannet af fedtvæv fra bryster af mælkekirtler. Så kvinder med fedtdepoter i brysterne ville være mere succesrige i at tiltrække gode mænd. Dette selekterede for bryster med store fedtdepoter[22][19]. I teorien indgår også, at fedt på kvinders hofter spiller en tilsvarende rolle: det skal snyde mænd til at tro, at kvinden har bredere hofter, end hun i virkelighed har: Mænd burde foretrække kvinder med brede hofter, da det er et signal om en bedre evne til at føde børn uden komplikationer.

- En anden teori foreslår, at mænd har udviklet sig til at finde bryster tiltrækkende, da store bryster (ligesom brede hofter) signalerer store fedtreserver, som afspejler kvindens generelle sundhedstilstand og evne til at klare sig gennem perioder med mindre føde, kunne føde sunde børn og amme dem. Desuden vil kvinder under en vis fedtgrænse ikke få ægløsning og være frugtbare, så mænd burde foretrække kvinder med tilstrækkelige fedtdepoter.

- Frank Marlowe fra University of California har fremlagt, hvad han betegner som "ungdomshypotesen" (The Nubility Hypothesis). Han mener, bryster er et ungdomssignal, at bryster fortæller om kvindes alder ved deres størrelse og form: hvis brysterne er ikke-eksisterende, er hun pre-pubertær. Er brysterne fremtrædende og faste, er hun ung og frugtbar. Er de hængende, er hun gammel. Og hanner burde fra et evolutionært perspektiv foretrække unge og frugtbare kvinder, da det giver dem den største chance for at få et maksimal antal afkom. Jo større brysterne er, des hurtigere vil de starte med at hænge, hvilke gør mænd bedre i stand til at vurdere en kvindes alder, hvis hun har store bryster, end hvis hun har små. Resultatet burde derved være, at mænd skulle foretrække kvinder med store bryster. Brysternes alderssignal er forstærket af, at mennesket udviklede sig til at være opretstående, for primater, der bevæger sig på fire ben, vil bryster altid pege nedad og derfor ikke kunne bruges til at bedømme hunnens alder med.[23]

## Evolution
Hos de fleste pattedyr og i hvert fald alle primater er mælkekirtlerne usynlige, medmindre hunnen er gravid eller dier unger. At en del husdyr har stort yver, skyldes målrettet avl (kunstig selektion for at øge mælkeproduktionen) og er altså ikke et naturligt fænomen. Når man så finder permanente bryster hos mennesket, tyder det på, at brysterne har udviklet sig til sekundære kønskarakteristika. Denne teori understøttes af, at brystets størrelse ikke har nogen betydning for amningen, at brystet først vokser frem under puberteten, og at brystets størrelse varierer mere mellem kvinder, end hvad der er almindeligt for morfologiske egenskaber.

## Brysterne i kulturen

### I legender, religion og kunst
Historisk set har bryster været anset som frugtbarhedssymboler, som kilden for den livgivende mælk. Helt op til det 1800-tallet var modermælk den eneste ernæringskilde til babyer og således et spørgsmål om liv og død. Dette ændrede sig med opdagelsen af, at mælk kunne pasteuriseres, hvilket betød, at menneskebørn kunne ernæres med dyremælk. En gruppe præhistoriske statuetter – de såkaldte Venus-figurer – helt tilbage fra den ældste stenalder er kendt for deres fremtrædende og store bryster. Mest berømt er stenalderfiguren Venus fra Willendorf. I historisk tid er frugtbarhedsgudinder som den assyriske/babyloniske Ishtar, den føniske Astarte og den egyptiske Isis blevet afbilledet med fokus på brysterne eller brystmælk. Astartefigurer fundet i Israel er ofte kendetegnet ved at brysterne er løftet i en indbydende gestus. På en berømt statue af Artemis fra Efesus, har hun mere end tyve runde glober på forsiden, antagelig bryster. Isis var forbundet med malkekoen, ofte afbillede som en ko eller med et kohoved, hendes brystmælk blev anset for at give særlige egenskaber og udødelighed. Faraoer blev afbilledet diende af Isis bryster, enten ved fødsel, død eller kroning. Også Zeus søster/kone Hera havde mælk, der kunne give udødelighed. Herkules blev udødelighed, og en af guderne, da Zeus snød Hera til at lade ham die hos hende. Mælkevejen blev skabt ved et uheld i samme omgang, da Hera trak sin bryst til sig og kom til at sprøjte mælk op i himlen. Fra grækerne stammer også fortællingen om den legendariske stamme af amazonekrigereinder, der gik med bare bryster. Ifølge nogle beretninger skar amazonerne det ene bryst af, for bedre at kunne spænde buen.
I kristen ikonografi afbildes nogle kvindelige martyrer (Sankt Agata af Sicilien) med afskårne bryster, båret enten i hånden eller på en tallerken. Dette symboliserer, at de var blevet tortureret ved at få brysterne skåret af. Sankt Agata blev katolsk skytshelgen for ammende mødre og ammer. Op igennem middelalderen var, næst efter Kristus blod, Jomfru Marias modermælk den mest hellige og mirakuløse væske og utallige flasker med Jomfru Marias jomfrumælk blev placeret som relikvier i kirker, hvor de angiveligt kunne helbrede en lang række sygdomme fra blindhed til kræft. Sankt Bernhard (1090-1153) drak endda direkte fra hendes eget bryst.
Brysternes sociale betydning og "idealbrystet" har skiftet gennem historien alt efter, hvad der var på mode og fokus på: den guddommelige, det erotiske, det mælkegivende, det politiske eller det kommercielle. Fra stenalderens svulmende guddommelige bryster med en størrelse større end hovedet, til middelalderen og renæssancens skønheder med små bryster på størrelse med citroner og 1920'ernes fladbrystede modeideal, tilbage til de svulmende kommercialiserede silikonebryster i slutningen af det 1900-tallet. Bryster er i dag et ofte brugt reklameblikfang, især til et mandligt publikum.

#### Afbildninger af bryster i forskellige kulturer og historiske perioder
- Venus fra Willendorf, en ca. 25.000 år gammel stenfigur af en overdrevent kvindekrop, forestiller sandsynligvis en frugtbarhedsgudinde.
- Horus dier hos Isis.
- Oldegyptiske Nefertiti (ca. 1370 f.Kr.-1330 f.Kr.).
- Venus fra Milo. Oldgræsk marmorstatue fra omkring 1. århundrede f.Kr.. De sengræske og romerske statuer af Afrodite og Venus var mere fokuserede omkring de erotiske frem for de frugtbare sider af brystet.
- Artemis af Efesos med mere end 20 bryster. Fra omkring 2. århundrede e.Kr.
- Romersk vægmaleri fra Pompeii.
- Sankt Bernard dier af Jomfru Marias bryst, i Speyers domkirke 1146.
- Justitia af Lucas Cranach den Ældre (1472-1553). Ifølge renæssancens skønhedsideal skulle kvinder have små bryster som her.
- Chloé, 1875 af Jules Joseph Lefebvre (1836-1911).
- Sort-hvidt foto fra slutningen af 1800-tallet.
- Den badende af den franske maler Gustave Courbet (1819-1877).
- Valkyrierne Brynhild og Gudrun.
- Russisk Venus (1926) af Boris Kustodiev (1878-1927).
- Maxi Mounds, amerikansk pornoskuespillerinde.
- Afbildning af kvinde på rumfartøjerne Pioneer 10 og Pioneer 11.

### Bryster og tøj og mode
På grund af deres fremtrædende position på kvindekroppen, har bryster haft stort indflydelse på kvindemode.
Kvinder med store bryster kan opleve besvær. For eksempel kan brysternes vægt medføre rygproblemer. Yderlige kan brysterne genere ved arbejde eller under løb. Forskellige typer af brystholdere kan afhjælpe disse problemer.

### Nøgentabu
Grundet deres stærke sexsignalværdi som sekundære kønskarakteristika har mange kulturer et tabu mod offentlig visning af bryster. Det mandlige bryst og uudviklede barnebryst er sjældent omfattet af et lignede tabu. Det er sjældent på stranden eller under solbadning i parken, mens det i samme kultur opfattes som uanstændigt at vise bryster på gaden eller i bymidten. I nogle kulturer er det kun selve brystvorten der er tabu sociale, mens det i andre er hele brystet der skal dækkes.
Offentlig visning af brysterne tolereres oftere hvis det er i forbindelse med amning af babyer. I Danmark mener 77% ifølge en undersøgelse at offentlig amning er acceptabelt. Men også her mener andre stadig at utildækkede bryster er et tabu der skal opretholdes.
Nogle kvindegrupper ser det som et ligestillingsspørgsmål, da mænd (og præpubertære piger) i den henseende har friere forhold end kvinder og teenagepiger, som de mener bliver udsat for kønsdiskrimination. I USA (topfree equality) og Sverige (Bara Bröst) arbejder de for at også kvinder skal have lige ret til at gå topløs i det offentlige rum. I 1992 vandt de en lille sejr da en appelret i delstaten New York dømte at statens regler om uanstændig blottelse ikke forbød kvinder i at gå med bare bryster.
I Danmark indledte en ung aktionsgruppe kort før julen 2007 en aktion der skulle "afpornoficere" bare kvindebryster og vise at bryster findes i forskellige størrelser: store som små, skæve og lige. Efter at SF erklærede sig enig i aktionen, blev der i foråret 2008 givet ubegrænset tilladelse til topløs badning i samtlige af Københavns Kommunes svømmehaller.

### Brystkirurgi
Plastikkirurgi på brysterne inkluderer kosmetisk kirurgi og rekonstruktionskirurgi. Nogle kvinder vælger at få foretaget kosmetisk kirurgi af deres bryster, hvis de er utilfredse med symmetrien eller størrelsen (for små eller store) af dem, mens rekonstruktionskirurgi udføres for at genskabe et bryst der er blevet kirurgisk fjernet (mastektomi), oftest i forbindelse med behandling af brystkræft. Også indadvendte brystvorter kan vendes.
- Kosmetisk kirurgi kan være brystreduktion eller brystforstørrelse evt. i forbindelse med brystløft. Brystreduktion (brystformindskende operation) involvere en fjernelse af brystfedt, kirtelvæv og overflødigt hud.[34] fulgt op med en flytning af brystvorten og areola så de kommer til at sidde mere symmetrisk korrekt på det mindre bryst. Brystforstørrelse involverer indoperation af brystimplantater under huden i brystet[35] Brystimplantaterne er typisk af silikone eller saltvand, i Danmark er silikoneimplantater de mest udbredte. Tidligere har der været flere episoder med implantater, der revnede, men med den nyeste generation af implantater sker dette yderst sjældent. I stedet er der risiko for at kroppen vil reagere på den indopererede implantat som var det et fremmedlegeme, at implantatet kan flytte sig, eller at det placeres forkert. Brystløft involvere et løft og omformning af brystet[36] og bliver udført hvis kvinden syntes at brysterne hænger.

I Danmark er brystforstørrelse den hyppigste udførte kosmetiske behandling Ifølge det amerikanske selskab af plastikkirurger (American Society of Plastic Surgeons) er antallet af brystforstørrende operationer i USA steget med 55% fra 2000 til 2006.
I fremtiden kan det være silikone- og saltvandsimplantater bliver erstattet af en metode hvor en indsprøjtning af stamceller i brystet vil få det selv at vokse
Enhver form for kosmetisk kirurgisk indgreb i brystet medfører en risiko for at ødelægge amning med brystet, at ødelægge eller nedsætte følelsen i brystvorten og besværliggøre fortolkning af mammografi (røntgenfotografi af brystet).
Plastikkirurgiorganisationer råder generelt imod unødvendig kosmetiske brystforstørrende operationer på teenagepiger, eftersom brysterne i den alder måske ikke er færdigudviklede og stadig kan vokse betydeligt mens de vokser sig ældre. Brystreducerende operationer af teenagepiger med betydeligt forstørret bryster og operationer til at korrigere hypoplasia (underudviklede bryster) og stærkt asymmetriske bryster bliver af de fleste læger vurderet på individuel basis.
- Rekonstruktionskirurgi er en genskabelse af et kirurgisk fjernet bryst ved brug af silikoneimplantater eller fedt fra maven eller ryggen..

- Indadvendte brystvorter kan vendes ved et kirurgisk indgreb. Dette er en ren kosmetisk operation, da mælkegangene fra mælkekirtlerne overskæres og kvinden bagefter ikke vil være i stand til at amme.

## Brystsygdomme
Brystkræft er den hyppigste kræftform for kvinder, og en af de mest almindelige kræftformer overhoved. I 2000 blev 3.898 kvinder ramt af brystkræft, hvorved denne kræftform alene udgjorde 23,1% af alle kræfttilfælde hos kvinder. I alt vil ca. hver 9. kvinde blive ramt af brystkræft på et tidspunkt i livet. Risikoen stiger over tid; kun sjældent ses sygdommen hos piger og kvinder under 30; omkring 25% af tilfældene rammer før 50års alderen; 50% rammer i gruppen af kvinder mellem de 50 og 70år; og de sidste 25% rammer gruppen over 70 år. Behandlingen er blevet forbedret de sidste år, og dødeligheden er ikke stigende på trods af at der er et stigende antal diagnosticerede tilfælde. Dog er overlevelsen stærkt afhængig af hvor fremskredent sygdommen er når den opdages.
For at opdage brystkræft i tide, anbefales det regelmæssigt at undersøge sine egne bryster. En sådan selvundersøgelse består i at se på og se om brystet eller brystvorten har ændret form, om brysterne er blevet mere asymmetriske osv. Videre mærkes efter knuder eller fortykninger i brystet og i armhulen. De fleste knuder er ufarlige, men alle ændringer (nye knuder, ændringer i gamle knuder, sår som ikke heler, etc.) bør rapporteres til lægen for eventuel grundigere undersøgelse. En sådan månedlig selvundersøgelse er den bedste forebyggelse mod spredning af brystkræft. Derudover anbefales regelmæssige mammografi fra 50-års-alderen, specielt ved forekomst af brystkræft i den nære familie.
Rygning, fysisk inaktivitet og overvægt øger risikoen for brystkræft. Hormontilskud efter overgangsalderen er også med til at øge risikoen. Aborter kan muligvis forøge risikoen for brystkræft om end dette er kontroversielt. Sen alder ved første fødsel samt få eller ingen børn øger risikoen, mens ung alder ved første fødsel og flere fødsler beskytter mod brystkræft. P-piller har lille eller ingen indflydelse på risikoen for brystkræft. Fertilitetsbehandling mod barnløshed øger ikke risikoen for brystkræft. Endelig har brystkræft også en arvelig (5-10%) faktor.
Andre ofte forkomne sygdomme knyttet til brystet inkludere brystbetændelse som kan opstå under amning. Videre kan store bryster føre til lidelser som hovedpine og smerter i brysterne, ryggen, skuldrene eller armene.

## Etymologi
Ordets "bryst" har sit etymologiske ophav i den urindoeuropæiske ordrod *bhreus, som betød "at svulme", "at spire", "at kno-ppe". Det udviklede sig senere til den urgermanske ordrod *breustam som blev brug om bryster, men bogstaveligt talt har betydet "hævning". Betegnelsen gjaldt altså oprindeligt kun kvindebrysterne, men blev senere udvidet til at kunne betegne forsiden af overkroppen på begge køn. På oldnordisk var det blevet til brjost og videre til dagens bryst (jf. gammelsaksisk: briost, gotisk: brusts, svensk: bröst, engelsk: breast, tysk: brust, hollandsk: borst).
Bryster er også blevet givet en lang række ofte vulgære synonymer og slangord: barm, patter og yver (fra biologien hvor det bruges om dyrs hhv. brystkirtler og bryster), jader (fra radioprogrammet Tæskeholdet), lunger, kasser, babser, meloner, nødder, balloner, gajoler, forlygter, junger (fra mælkejunge som i gammel tid blev benyttet til at transportere og opbevare mælk fra malkekvæg) og meget mere.